# Lèmur mostela d'Otto
El lèmur mostela d'Otto (Lepilemur otto) és un lèmur del gènere dels lèmurs mostela. Com tots els lèmurs, és endèmic de Madagascar. Viu a Ambodimahabibo, a la província de Mahajanga. El seu àmbit de distribució està limitat probablement pels rius Mahajambo i Sofia. El nom de l'espècie és un homenatge al Dr. Michael Otto per la seva donació a la investigació dels lèmurs malgaixos. Els seus parents més propers són el lèmur mostela dels Grewcock i el lèmur mostela de Milne-Edwards.